# Bitwa nad rzeką Halys
Bitwa nad rzeką Halys – bitwa stoczona 28 maja 585 p.n.e. pomiędzy Alyattesem z Lidii i królem Medów Kyaksaresem. Bitwa nie przyniosła rozstrzygnięcia. 
Według Herodota w trakcie walki nastąpiło zaćmienie Słońca (przepowiedziane przez Talesa z Miletu), które doprowadziło obie strony do zawarcia pokoju. Dokładne datowanie bitwy możliwe było dzięki obliczeniom astronomicznym i ustaleniu daty zaćmienia Słońca.